# 喬·傑比亞
小約瑟夫·「喬」·傑比亞（英語：Joseph "Joe" Gebbia Jr.，1981年8月21日—）是一名美國設計師及網路創業家，為Airbnb的共同創始人兼產品長。2009年，傑比亞獲選為《彭博商業周刊》20位最佳青年科技創業家。他在2010年入選《Inc.》30歲以下最具影響力人物，並在2013年獲選《財星》的40歲以下最具影響力人物。

## 早年生活
1981年8月21日，喬·傑比亞生於美國喬治亞州亞特蘭大，雙親為艾琳（Eileen）與喬·傑比亞（Joe Gebbia），還有一名姐妹金柏莉（Kimberly）。他在2005年從羅德島州普洛威頓斯的羅德島設計學院畢業，取得平面設計與工業設計藝術學士學位。他在大學時期認識了布萊恩·切斯基，他們之後成為室友並一起創辦Airbnb。在美國東北部就學期間，傑比亞除了在羅德島設計學院追求他對創造的理念之外，也前往布朗大學及麻省理工學院學習商業課程。

## 職業生涯
羅德島設計學院畢業後，傑比亞在舊金山取得一份編年史出版社的工作，而切斯基則前往洛杉磯發展。傑比亞在2007年說服切斯基搬至舊金山，辭掉各自的工作一同開創新的事業，但在不久後，無業的兩人卻收到房東增漲房租的通知。正當思考著要如何負擔房租的時候，他們得知美國工業設計師協會即將在舊金山舉行會議，但附近的飯店大多都已客滿。傑比亞便決定在他們的公寓擺上氣墊床，將床位出租給參加會議的人。經過這次的經驗，兩人創立了名為「氣墊床加早餐食宿」（AirBed & Breakfast）的住宿出租網站，也正是Airbnb的前身。傑比亞的另一名室友：哈佛大學畢業的技術架構師內森·布萊卡斯亞克在2008年2月加入，成為第三位共同創始人。
為這間新創公司籌措資金失敗後，他們在2008年美國總統選舉期間，根據參選人巴拉克·奧巴馬及約翰·馬侃分別設計出「歐巴馬圓圈」（Obama O’s）和「馬侃方塊」（Cap’n McCain’s）兩款麥片盒，並且在全國代表大會上銷售以推動公司的創立。Y Combinator創辦人保羅·格雷厄姆被他們堅韌且不願放棄的創業過程打動，便邀請傑比亞及其團隊加入該公司旗下的計畫，並2009年給予他們第一筆種子基金。

## 慈善事業
傑比亞是他的母校羅德島設計學院董事會的一員，他在2014年捐贈30萬美元給該校，成立一個5萬美元的獎學金及捐贈基金。
2016年6月1日，傑比亞加入了華倫·巴菲特與比爾·蓋茲發起的「捐贈誓言」（The Giving Pledge）運動，成為其中一位承諾捐出自己大多數財產的富豪。

## 個人生活
他目前定居於加利福尼亞州舊金山。